# Iva angustifolia
Iva angustifolia là một loài thực vật có hoa trong họ Cúc. Loài này được Nutt. ex DC. mô tả khoa học đầu tiên năm 1836.